# Momin Prohod
Momin Prohod (în bulgară Момин проход) este un oraș în partea de vest a Bulgariei. Aparține de obștina Kosteneț, regiunea Sofia.

## Demografie
Componența etnică a orașului Momin Prohod
     Bulgari (94,53%)
     Romi (1,53%)
     Nicio identificare (3,93%)
     Altele (0%)
La recensământul din 2011, populația orașului Momin Prohod era de 1.628 locuitori. Din punct de vedere etnic, majoritatea locuitorilor (94,53%) erau bulgari, cu o minoritate de romi (1,53%). Pentru 3,93% din locuitori nu este cunoscută apartenența etnică.